# Хебенон
Хебенон (или хебона) е отровно растение, споменато единствено в трагедията „Хамлет“ на Уилям Шекспир. Идентификацията на това растение е била предмет на спорове и хипотези векове наред.

## Цитат от „Хамлет“
Но тихо! Сякаш лъхна утрин въздух.
Ще бъда кратък. В моята градина
когато спях, тъй както всеки ден
след обед, твоят чичо се промъкна
над мирния ми сън със сок от
прокълната хебона в едно стъкло;
след туй отровата в ухото ми наля,
а тя е тъй враждебна за кръвта,
че в миг, като живак, по всички жили
на тялото се спуща и с внезапно
могъщество разпръсва и съсирва
кръвта, спокойната и чиста кръв.
(Действие 1, сцена 5)

## Хипотези
Още от Шекспирово време до наши дни различни изследвачи дават предположения за същността на растението хебенон. Една от тях е, че става въпрос за растението hamlock (лат. Conium maculatum, бълг. бучиниш), защото това растение изрично се споменава в някои от творбите на Шекспир. Друга версия е, че става въпрос за растението yew (лат. Taxus baccata, бълг. обикновен тис), защото отровата от него има подобно действие. Трета версия е, че става въпрос за дървото абанос (ebony) поради факта, че тогава се е изписвало и като hebony, но тази версия се отхвърля с аргумента, че съответната отрова е слаботоксична. Съществува още една версия (която е и най-убедителната), че става въпрос за hanbane (лат. Hyoscyamus niger, бълг. черна попадийка), като названието "hebenon" се е появило чрез метатеза на названието hanbane. Последната хипотеза се поддържа и от българския ботаник д-р Димитър Георгиев.